# دعای شبگرد
دعای شبگرد (عربی: دعاء الكروان) یک فیلم به کارگردانی هنری برکات است که در سال ۱۹۵۹ منتشر شد. از بازیگران آن می‌توان به فاتن حمامه اشاره کرد.